# Ein Walzertraum
Personnages
- La princesse Helene (soprano)
- Le lieutenant Niki (ténor)
- Franzi Steingruber, chef de l'orchestre de femmes (soprano)
- Joachim XIII, prince régnant de Flausenthurn (basse)
- Le compte Lothar, cousin du prince (ténor-bouffon)
- Friederike von Insterburg, épouse de Lothar (alto)
- Le lieutnant Montschi (baryton)
- Le ministre Wendolin (baryton)
- Leiblakai Sigismund (baryton)
- Fifi, dite « Tschinellenfifi », membre de l'orchestre de femmes (actrice)
- Annerl, membre de l'orchestre de femmes (actrice)
- Le majordome Eduard (acteur)

Airs
- Ich hab einen Mann, einen eigenen Mann
- Leise, ganz leise klingt’s durch den Raum, liebliche Weise, Walzertraum
- G’stellte Mädeln, resch und fesch
- Komm her, du mein reizendes Mäderl
- O du lieber, o du g’scheiter ...
- Das Geheimnis sollst du verraten
- Pikkolo! Pikkolo! Tsin – tsin – tsin!

Ein Walzertraum (en français, Un rêve de valse) est une opérette d'Oscar Straus sur un livret de Felix Dörmann et Leopold Jacobson (de). Elle est basée sur la nouvelle Nux der Prinzgemahl de Hans Müller-Einigen.

## Argument
L'opérette a lieu dans la principauté fictive de Flausenthurn peu après le tournant du XIXe siècle au XXe siècle.

### Premier acte: une magnifique salle dans le château
Enfin ce dont le prince régnant Joachim XIII von Flausenthurn rêvait est arrivé : le mariage de sa fille Hélène. Il y a trois heures, elle et le lieutenant autrichien Niki en ont fait le vœu, et maintenant il y a une grande fête dans la magnifique salle du château. Niki, cependant, n'est pas content des nombreuses cérémonies de cour exigées par sa qualité de noble. Bien qu'il soit à peine marié, il pense déjà à sa ville natale de Vienne avec ses sons de valse. Quand son beau-père considère l'opportunité convenable, il convainc Niki et lui demande de lui donner un petit-fils comme héritier du trône le plus tôt possible. Cependant, il est stupéfait par la réponse de Niki. Il exige de lui une chambre séparée et dit qu'il n'est pas le mari né.
Le soir, des mélodies douces provenant du jardin du restaurant voisin envahissent le château à trois ou quatre reprises. Soudain, Niki est transformé. Il fait semblant d'aller dormir, mais part peu après inaperçu avec son ami, le lieutenant Montschi. Le chemin mène les deux hommes au kiosque à musique dans le parc.

### Deuxième acte: le kiosque à musique du parc du restaurant
Le groupe des dames prend une pause, Niki en profite pour flirter avec la chef d'orchestre Franzi Steingruber. Elle aussi n'est pas opposée à une aventure, d'autant plus que le jeune officier fringant semble venir de sa Vienne bien-aimée.
Dans le château princier, on s'aperçoit que Niki a disparu sans laisser de traces. Toutes les personnes présentes au mariage le cherchent. Joachim XIII, son cousin le comte Lothar et son épouse Friederike von Insterburg, la jeune princesse Hélène arrivent également dans le parc avec le kiosque à musique. Ici, il y a une atmosphère que les Flausenthurner n'ont jamais connue auparavant. Les valses viennoises de l'orchestre féminin provoquent l'émoi. Joachim XIII, un veuf depuis quelques années, s'éprend de Tschinellenfifi tandis que le cousin Lothar veut tout pour un regard de la chef d'orchestre.
Niki peut à peine y croire quand soudain sa femme se tient devant lui et lui demande de danser. Helene aime sincèrement son mari et est triste qu'il ne se sente pas bien à Flumsenthurn. Néanmoins, les deux tournent allègrement en trois quarts de temps. Mais le peuple reconnaît ses souverains. Alors qu'ils reçoivent les hommages, il est clair pour la tête de la chef d'orchsestre, que du flirt éphémère avec le gentil garçon aucun amour ne peut survenir.

### Troisième acte: le salon du château
Hélène pense à hier soir au parc du restaurant. Jamais auparavant elle n'avait vu son bien-aimé Niki si heureux. Il doit y avoir quelque chose de mystérieux dans l'atmosphère viennoise qui y règne. Mais quoi ? Heureusement Hélène réussit à inviter Franzi Steingruber au château. Elle veut apprendre son secret. La musicienne ne tarde pas à avouer. Elle adhère même à la demande d'Hélène, de venir voilée au château, afin qu'elle ne soit pas reconnue par Niki. En quelques jours, peu à peu le confort viennois se répand dans le château. Niki remarque la transformation intérieure de sa femme et est de plus en plus impressionnée par elle.
Le comte Lothar croit que la femme voilée, qui se faufile dans le château tous les jours, est l'amante de Niki. Il commence secrètement à s'en réjouir, il ne peut pas du tout supporter le jeune viennois arrogant et croit pouvoir le chasser de la cour. Mais bien sûr, cela n'a pas d'importance ; il se met dans l'embarras.
De la pièce voisine, une belle mélodie de valse touche l'oreille de Niki, chantée par une voix de femme et accompagnée d'un violon. C'est Hélène et Franzi. Enthousiaste, il embrasse sa femme et rend hommage au rêve de la valse viennoise. Franzi Steingruber dit au revoir. Un concert avec son orchestre dans la capitale autrichienne l'attend.

## Adaptations

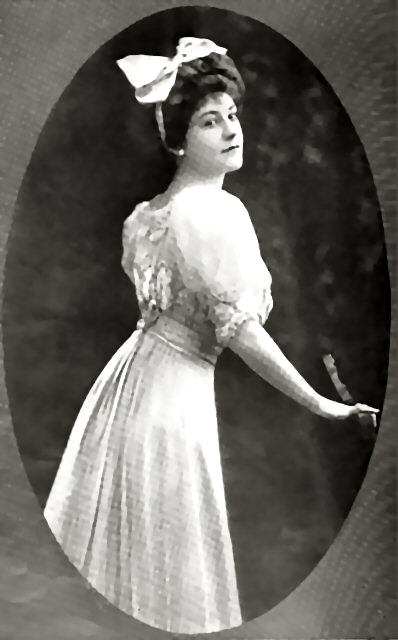
Vera Michelena, dans le rôle de la princesse dans A Waltz Dream peu après l'ouverture à New York, Munsey Magazine, avril 1908

The Waltz Dream est adaptée pour la scène anglaise par Joseph W. Herbert (en) à partir de la production viennoise originale de Felix Dörmann et Leopold Jacobson (de), et mise en scène à l'ancien Broadway Theatre. En février 1908, Vera Michelena remplace Magda Dahl dans le rôle de la princesse Helena. La pièce s'arrête le 2 mai 1908, après 111 représentations,.

### Cinéma
- Rêve de valse, film réalisé par Ludwig Berger, sorti en 1925.
- Le Lieutenant souriant, film réalisé par Ernst Lubitsch, sorti en 1931.